# Alois Kuperion

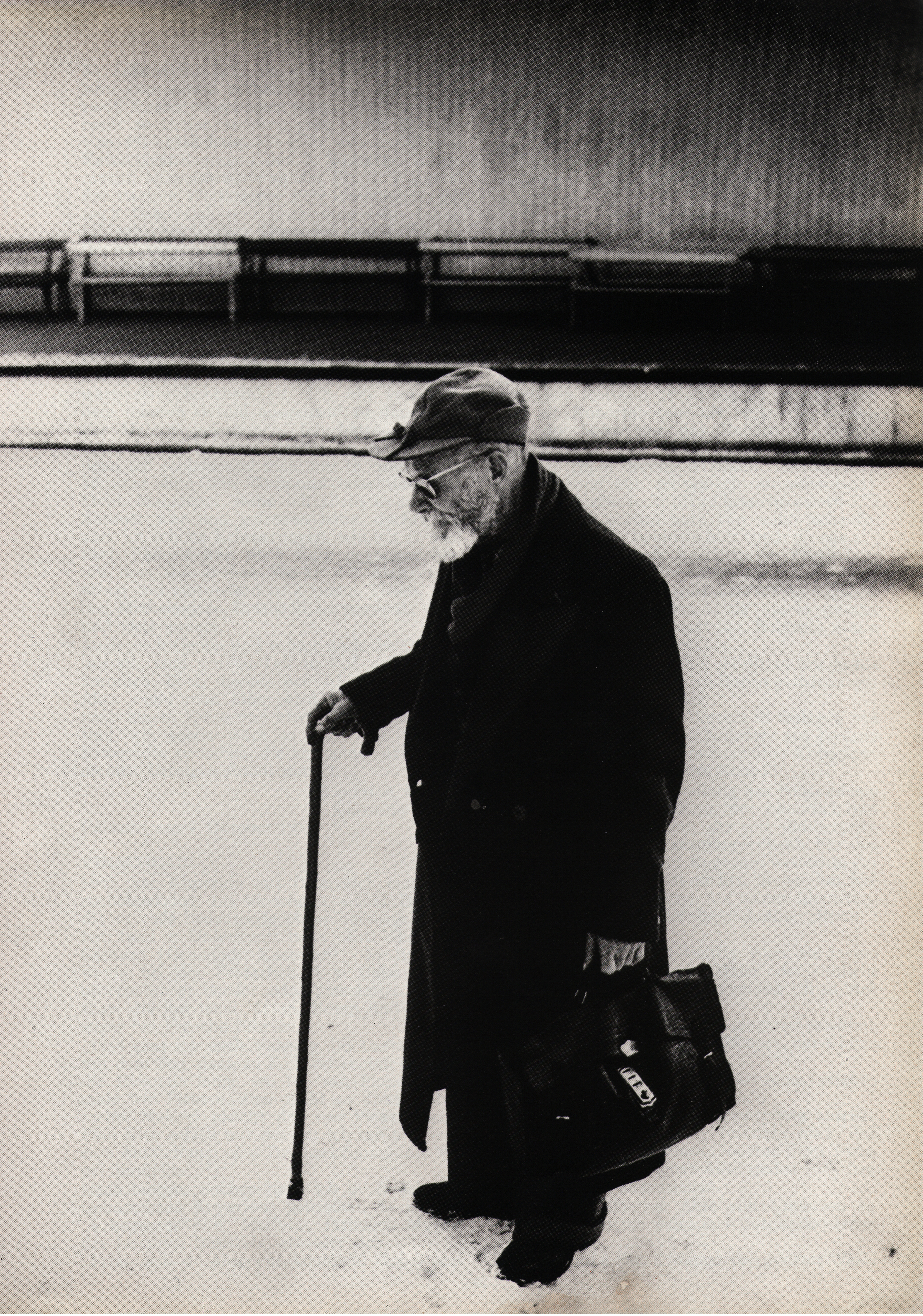
Alois Kuperion in Meran

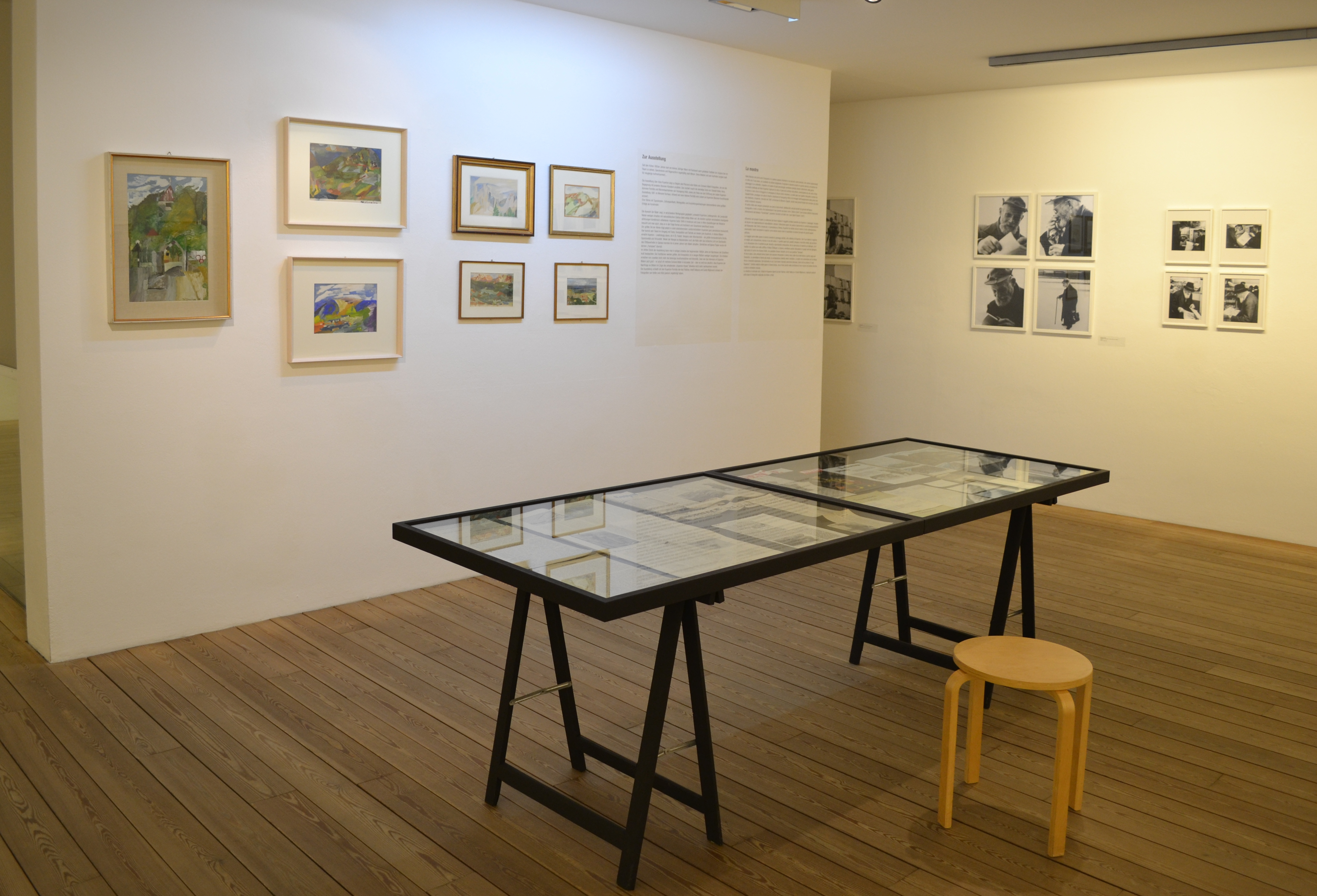
"Kuperion – Malen ist mein Lebensinhalt" Ausstellung bei Kunst Meran
4. Oktober 2015 – 10. Januar 2016

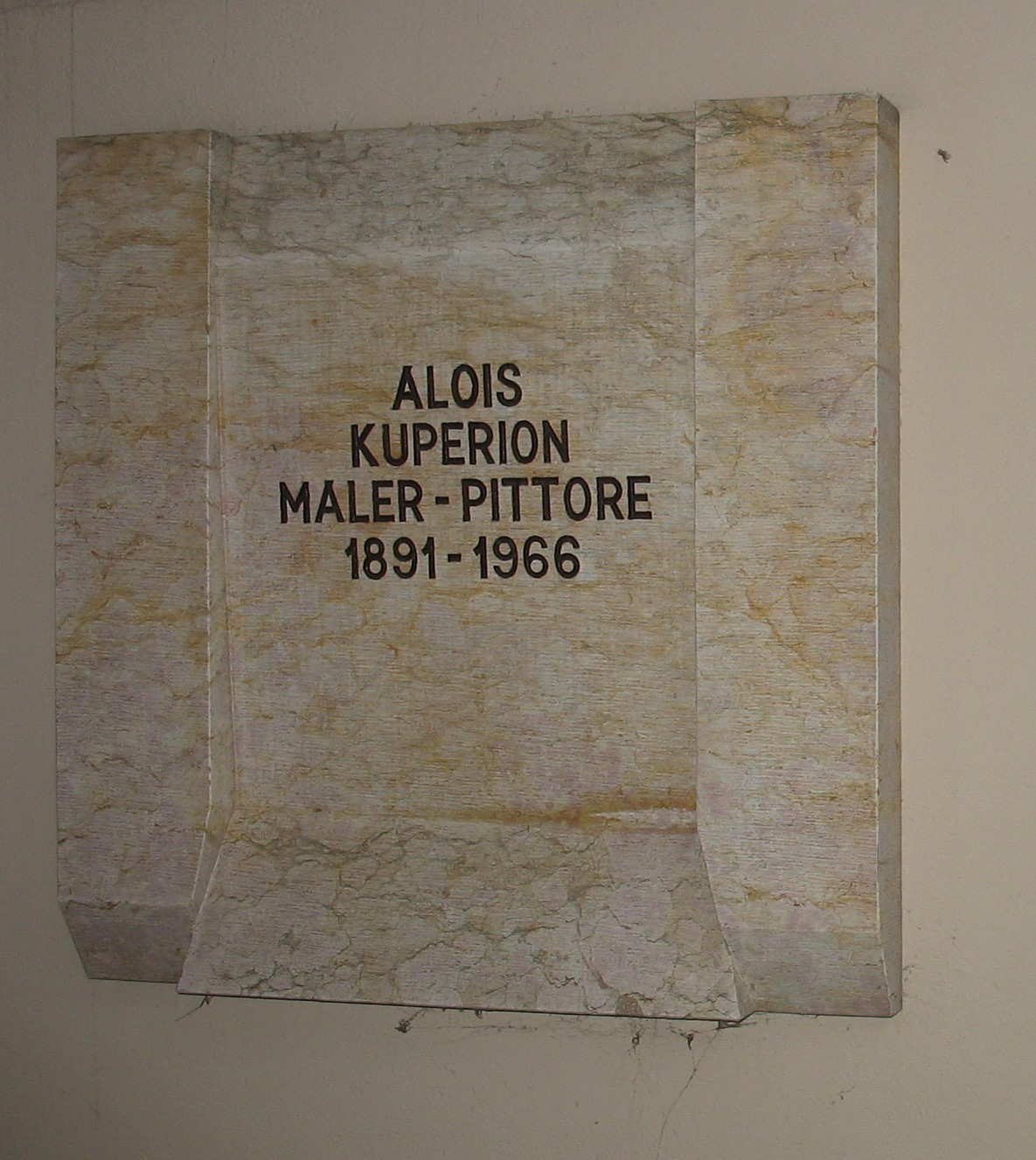
Grabmal (2010)

Alois Kuperion (geboren 20. Juli 1891 in Tarsch, Österreich-Ungarn; gestorben 17. Jänner 1966 in Meran) war ein  Südtiroler Maler.

## Biografie
Alois Kuperion war das einzige Kind des Kleinbauern Josef Kuperion und seiner Frau Anna Platzer. Die Grundschule besuchte er zunächst in Kuens, wo ein Bruder seines Vaters Pfarrer war, und dann in Tarsch und Martell. Danach besuchte er einen Kurs in der Landwirtschaftlichen Landeslehranstalt Rotholz. Dort lernte er ein wenig Botanik, Physik, Geometrie und Vermessung und musste in den verschiedenen Fächern auch häufig zeichnen. Diese Tätigkeit gefiel ihm so sehr, dass er nach seiner Rückkehr nach Hause und nachdem er die Aquarelle eines Bekannten gesehen hatte, zu malen begann. Zunächst zeigte er die Bilder nur im Familienkreis, bis man ihm riet, sie auszustellen und zu verkaufen.
Im Jahre 1913 heiratete der Vater zum zweiten Mal und deshalb verließ Alois den heimatlichen Hof. Er verdingte sich als landwirtschaftlicher Arbeiter in der Schweiz und blieb dort bis zum Beginn des Ersten Weltkriegs. Von 1915 bis 1918 diente er im zweiten Tiroler-Kaiserjäger-Regiment, teilweise auch an der Front.
Die Malerei blieb seine große Leidenschaft. Er ging zu Fuß bis nach Florenz und Rom, um die großen Werke der Klassiker zu sehen.
Während des Zweiten Weltkriegs übersiedelte Kuperion ins Deutsche Reich. 1941 bis 1943 war er als Hilfsarbeiter in einer Flugzeugfabrik in Wiener Neustadt tätig. 1945 kehrte er wieder in den Vinschgau zurück. Er fand Unterkunft bei einem Bauern in Galsaun (Gemeinde Kastelbell-Tschars), wo er ein wenig bei der Feldarbeit mithalf und sich ansonsten der Malerei widmete. Von Galsaun aus begab er sich meist zu Fuß bis nach Meran und Bozen und war im Tal als „Lottrmolr“ (Bettelmaler) bekannt, weil er stets versuchte seine Bilder zu verkaufen oder sie in Zahlung zu geben.
1954 kam er teils mit dem Zug und teils zu Fuß bis nach Venedig, wo er sich über längere Zeit auf der Biennale aufhielt und mit den dort ausgestellten Werken befasste.
Ab 1957 lebte Kuperion in Meran, wo Kunstfreunde ihn ein wenig unterstützten und es ihm auch gelang, Bilder an Touristen zu verkaufen. Während er jedoch in seiner Vinschger Zeit viel durch die Lande gezogen war, hielt er sich in Meran hauptsächlich in Gasthäusern auf und wurde dabei immer mehr zum Trinker. Es gelang ihm nicht für seine Bilder angemessene Preise zu erzielen, sodass er die Unterkunft im Gasthaus zum Goldenen Löwen nicht mehr bezahlen konnte und sich seine Schulden häuften. Im Jahr 1961, dem Jahr seiner ersten Ausstellung, waren die Schulden so groß, dass man ihn vor die Tür setzen wollte. In einer eigens abgehaltenen Sitzung beschloss die Stadtgemeinde ihm einen Platz im Altersheim zuzuweisen. Dort verstarb er am 17. Januar 1966. Eine Straße in Meran wurde nach ihm benannt.

## Ausstellungen
Die erste Ausstellung wurde am 3. Juni 1961 im Meraner Kursaal eröffnet. Die Ausstellung wurde dann auch in Lugano, Florenz und Rom gezeigt.
Im Oktober 2015 hat das Kulturamt der Gemeinde Meran zusammen mit dem Kunstverein Kunst Meran eine Ausstellung über Alois Kuperion veranstaltet. Anlässlich der Ausstellung ist ein Katalog erschienen.